# أليخاندرو سانشيز
أليخاندرو سانشيز (بالإنجليزية: Alejandro Sánchez)‏ هو لاعب كرة قاعدة دومينيكاوي، ولد في 14 فبراير 1959 في سان بيدرو دي ماكوريس في جمهورية الدومينيكان.

## وصلات خارجية
- أليخاندرو سانشيز على موقعبيزبول رفرنس.كوم (الدوري الرئيسي) (الإنجليزية)
- أليخاندرو سانشيز على موقعبيزبول رفرنس.كوم (الدوري الثانوي) (الإنجليزية)
- أليخاندرو سانشيز على موقع مشجعي الرسوم البيانية (الإنجليزية)